# Sellia
Sellia község (comune) Olaszország Calabria régiójában, Catanzaro megyében.

## Fekvése
A megye északkeleti részén fekszik. Határai: Albi, Catanzaro, Magisano, Pentone, Simeri Crichi, Soveria Simeri és Zagarise.

## Története
A település alapításáról nincsenek pontos adatok. Valószínűleg már az ókorban létezett. A 19. század elején vált önálló községgé, amikor a Nápolyi Királyságban felszámolták a feudalizmust.

## Népessége
A népesség számának alakulása:

## Főbb látnivalói
- San Nicola di Bari-templom
- Madonna della Neve-templom
- Madonna del Rosario-templom